# 白日寺 (琼结县)
白日寺是坐落于中华人民共和国西藏自治区山南市琼结县的一座藏传佛教宁玛派寺院，由喜饶温色于16世纪创建，曾与扎囊县的敏珠林寺、贡嘎县的多吉扎寺并称宁玛派三大主寺。

## 位置
白日寺位于山南市琼结县境内，坐落在县驻地琼结镇东南的半山腰上，海拔3800米，距离山南市政府所在的泽当街道约有30公里。“白日”意为吉祥福德山，白日寺脚下的村庄也以此命名为“白日村”。距离葬有众多吐蕃赞普的藏王墓约2公里。

## 历史
白日寺始建于16世纪，由掘藏师喜饶温色创建。喜饶温色是贡噶县昌果地方人，出生于1518年，幼时学经，在佛教方面造诣很深。相传他在中年时从地下发掘出佛经，并加以弘传，人们称其为“第教”。晚年，他编篡经书，并创建了白日寺。
创寺人喜饶温色是该寺的第一代活佛，去世后转世为第二代活佛仁增敦觉多杰。敦觉多杰时期，该寺最为繁盛，喇嘛增至上千人。第三代活佛仁增赤列朗杰为前任活佛之子，白日寺主持转为世袭。时值17世纪，据称白日寺曾以念咒经的方式使入侵西藏的外敌撤退，并因此收到第五世达赖喇嘛的赐封。第四代活佛仁增白玛旺杰曾主持编写著名的佛经《隆梯》。19世纪初，第五代活仁增措杰继任。1899年，白日寺因牵涉进暗害十三世达赖的事件而被株连，部分财产和土地被没收，住持被革除职务并被禁止转世。其后，该寺由堪布管理。从1899年至1959年，先后有益西次旺、贡觉曲穷、阿旺朗杰等三位堪布。第一任堪布益西次旺对该寺进行了大规模的维修和扩建，新建高三层的拉让（私邸）、70间的僧舍、16柱的辩经场、乃吉康（集会堂）、第巴色康（财产管理处）等，并将原高二层的大殿改建为三层。
1959年前，白日寺有堪布、欧才、协欧、格贵、第巴、集巴等职，下属寺庙有扎囊县的桑了耶钦布（桑耶扎玛给乌）、本孜拉康和次仁炯，所属奚卡有白日、曲康、加麻、曲沟等，有土地一千余亩。该寺在1959年时已仅剩70人。1970年代，白日寺在文化大革命中被毁坏，寺庙建筑亦被拆除。文革后，该寺部分建筑被修复。著有《雪域古寺》的记者唐召明称，他访问该寺时，有僧侶10人左右。

## 布局
白日寺初建时，占地1196平方米，建筑均为藏式平顶木石结构，主要建筑有大殿、拉让（私邸）、僧舍、伙房等。大殿高二层，坐北朝南，为该寺的主体建筑，占地527平方米，包括经堂、佛堂和喇嘛拉康（上师殿）等。经堂有柱16根，有2根长柱直通二层，以利采光。佛堂有柱两根，供有主尊莲花生，主尊两侧为莲花生妻子门达热娃和益西措杰的塑像，殿内还供有大译师毗卢遮那铜铸像和喜饶温色灵塔。灵塔银质玉嵌，高1.6米。
益西次旺扩建后的大殿为三层。一层的佛堂仍供有始建时所存的多尊塑像，包括莲花生和其两个妻子的雕像、大译师毗卢遮那铜铸像，以及喜饶温色灵塔等；此外，还供奉有后增的赤松德赞、印度人康钦·普第沙达的泥塑像。经堂未供奉佛像，四壁均为壁画，壁画内容为八部大论以及宁玛派大师莲花生的生平故事等。经堂内的东西两侧放置有经书架，主要有《丹珠尔》、《甘珠尔》，还有历代高僧所著的宁玛派经典，以及诗歌、医学、历算、艺文等典籍。护法神殿有柱2根，供有当木钦·多吉列巴泥塑像。大殿二层主要用于议事办公。喇嘛拉康面积4柱，位于三层，供有释迦迥乃、喜饶扎巴、卓浦巴、隆钦饶绛巴等宁玛派高僧活佛的泥塑像。
1950年以前，围绕白日寺还建有5座佛塔，其中规模最大的为拉伯却旦（降神塔），高9层，方座圆身，土石结构，外有登塔台阶，塔身部有佛龛，顶部有木构小殿，供有释迦牟尼铜佛像。